# San Cristobal (Mariscal Nieto)
San Cristóbal é um distrito do Peru, localizado na província de Mariscal Nieto.

## Transporte
O distrito de San Cristóbal é servido pela seguinte rodovia:
- MO-100, que liga o distrito de Quinistaquillas à cidade de Matalaque
- MO-102, que liga o distrito de Carumas à cidade de Torata
- MO-103, que liga o distrito à cidade de Ichuña [1][2][3]